# Peadîkî, Colomeea
Peadîkî (în ucraineană П`ядики) este o comună în raionul Colomeea, regiunea Ivano-Frankivsk, Ucraina, formată numai din satul de reședință.

## Demografie
Componența lingvistică a comunei Peadîkî
     Ucraineană (99,27%)
     Alte limbi (0,48%)
Conform recensământului din 2001, majoritatea populației comunei Peadîkî era vorbitoare de ucraineană (99,27%), existând în minoritate și vorbitori de alte limbi.